# Treuchtlingen
Treuchtlingen é um município da Alemanha, situado no distrito de Weißenburg-Gunzenhausen, no estado da Baviera. Tem 103,00 km² de área, e sua população em 2019 foi estimada em 12.952 habitantes.